# Sainte-Agathe-de-Lotbinière
Sainte-Agathe-de-Lotbinière är en kommun i provinsen Québec i Kanada. Den ligger i regionen Chaudière-Appalaches, i den sydöstra delen av landet, 300 km öster om huvudstaden Ottawa. Kommunen bildades 1985 genom sammanslagning av bykommunen Sainte-Agathe och socknen Sainte-Agathe-de-Lotbinière.